# Alan Milliken Heisey Sr.
Pour les articles homonymes, voir Heisey.
Alan Milliken Heisey Sr. (20 mai 1924-2 novembre 2014),  est un éditeur,, auteur, activiste, chroniqueur politique et homme politique municipal canadien de Toronto. Il est l'auteur de The Great Canadian Stampede - The Rush to Economic Nationalism - Right or Wrong,,,,,,,,, en 1973 qui présage la mise en place du libre-échange entre le Canada et les États-Unis et s'oppose au nationalisme économique canadien.

## Biographie
Né à Toronto, Heisey fréquente la Oakwood Collegiate Institute (en) et la St. Andrew's College (en) d'Aurora en 1946. Ingénieur diplômé de l'Université de Toronto en 1951 et une maîtrise en administration des affaires (MBA) de l'Université Harvard en 1953. Son père est l'ingénieur minier Karl Brooks Heisey (1895-1937), son frère est l'homme d'affaires Lawrence Heisey (1930-2009) et il est le père de l'administrateur municipal Alan Heisey II. Heisey était membre du The Toronto Scottish Regiment.

## Activiste étudiant
Alors qu'il fréquente la faculté de génie et de sciences appliquées de l'Université de Toronto, il devient membre de l'association des étudiants en génie de l'université,. Au sommet de la Guerre froide en 1951, il mène un groupe de 60 étudiants anti-communistes en prenant le contrôle d'un groupe nommé Peace Council, soupçonné d'avoir des sympathies communistes, dans le but de le détruire,.

## Anti-nationalisme
Défenseur précoce du libre-échange entre le Canada et les États-Unis durant les années 1960 et 1970, il s'oppose au nationalisme canadien,,,, et au protectionnisme culturel canadien. En 1988, l'Accord de libre-échange canado-américain est adopté et fera place à l'Accord de libre-échange nord-américain (ALENA) en 1994.

## Politique

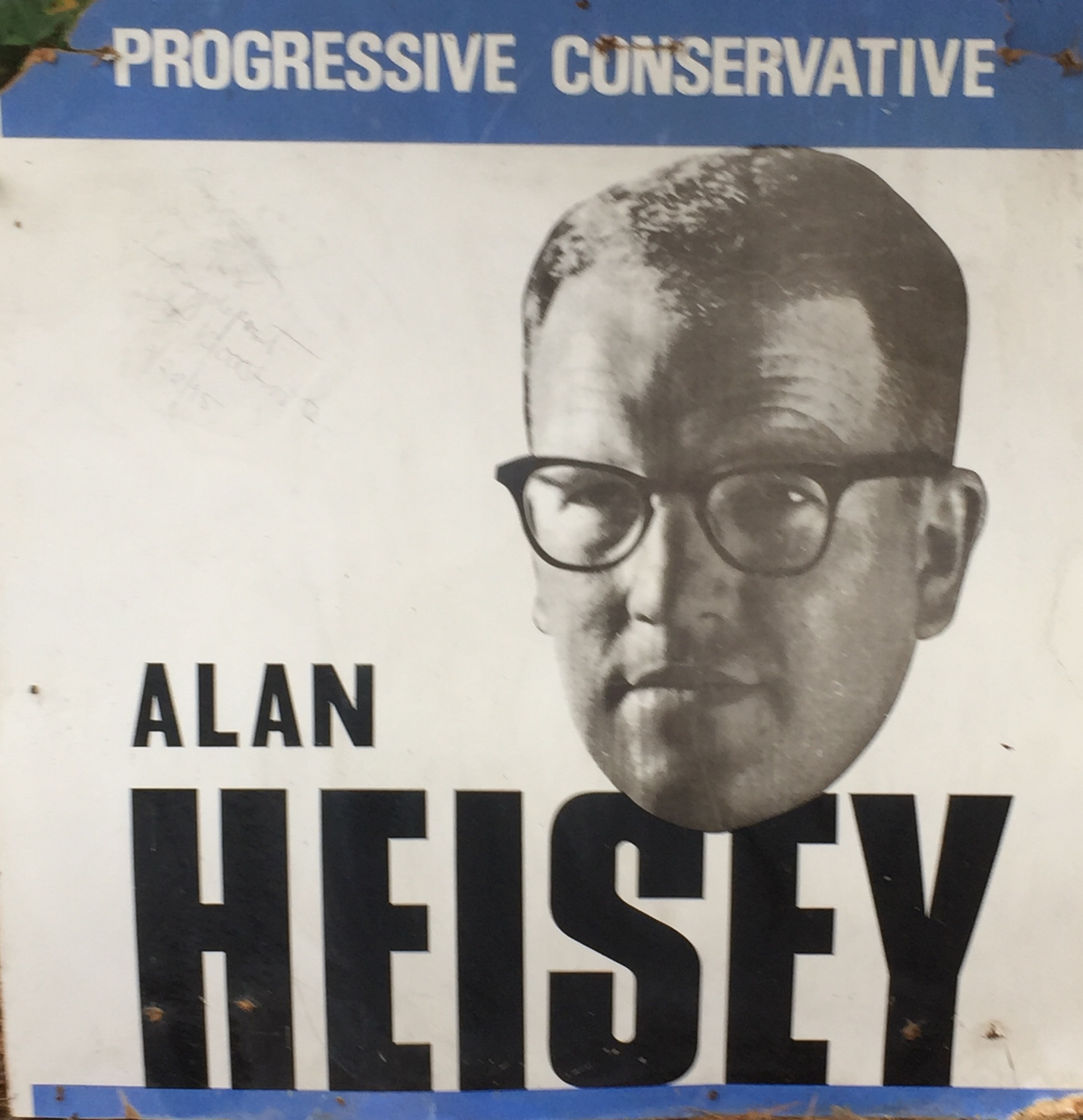
Affichage électorale de Heisey lors des élections fédérales de 1968

Tentant d'être élu député progressiste-conservateur de York—Scarborough en 1968, il est défait par le libéral Robert Stanbury,,
. Il tente à nouveau sa chance en 1974, mais échoue à obtenir la nomination progressiste-conservatrice face au reporter de la CBC Ron Collister.
Membre actif du Parti progressiste-conservateur et de son successeur, le Parti conservateur du Canada, il se montre critique du premier ministre Stephen Harper face au traitement donné à Nigel S. Wright lors du scandale des dépenses du Sénat (en),.

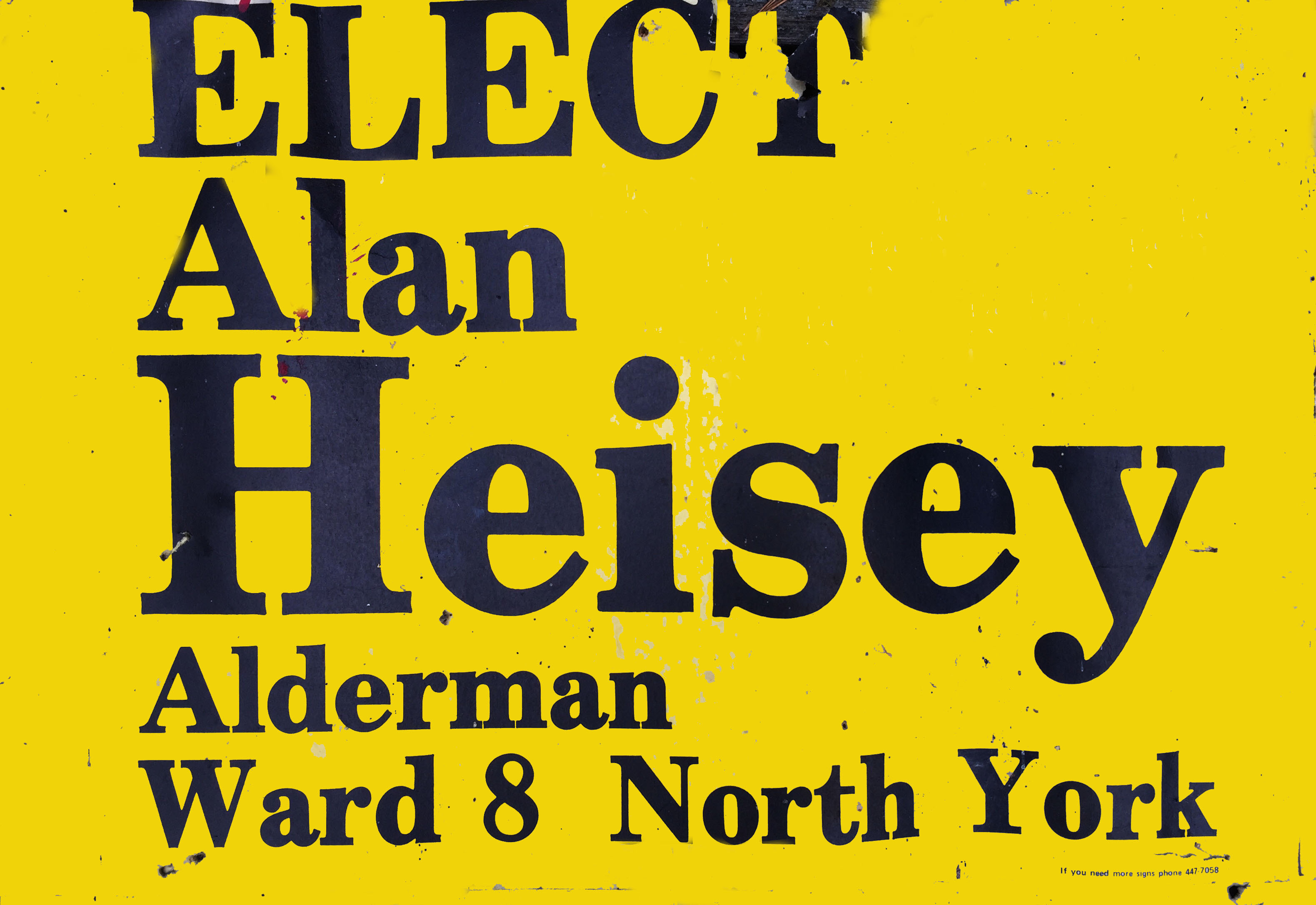
Affichage électorale de Heisey lors des élections municipales torontoises de 1976

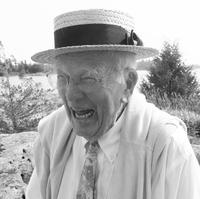
Alan Heisey en 2014

Lors des élections municipales de 1976, il devient conseiller du district 8, ancien quartier de North York en délogeant la conseillère sortante Beverley Salmon (en). Réélu en 1978, il est défait en 1980.
De 1978 à 1980, il siège au conseil des gouverneurs du Collège Seneca (en) de Toronto.
Lors des élections municipales de 1997 à Toronto, il se présente comme candidat marginal au poste de maire

## Île Heisey
En plus de Toronto, Heisey contribue à la vie publique du canton de Georgian Bay. En juillet 2007, dans le but de lui rendre hommage, le ministère de Ressource naturelles nomme un groupe d'îles, situées près de l'île Beausoleil et de Honey Harbour dans la baie géorgienne, à son nom.